# José Ricardo Chaves
José Ricardo Chaves (San José, 1958) es un escritor costarricense radicado en México. Es conocido especialmente por su aporte a la literatura fantástica y su labor académica en el estudio de la literatura latinoamericana y mundial. Ganador del Premio Joven Creación de la Editorial Costa Rica por su cuento La mujer oculta en 1984. Chaves reside en México donde es investigador del Instituto de Investigaciones Filológicas de la UNAM.

## Biografía
Se doctoró en literatura comparada en la Universidad Nacional Autónoma de México donde es investigador y docente, enfocado sobre todo al estudio del romanticismo y del ocultismo del siglo XIX y a la literatura fantástica de esa época en Europa y América. Ha escrito antologías y ensayos académicos como Andróginos. Eros y ocultismo en la literatura romántica (2005), El castillo de lo inconsciente. Antología de literatura fantástica de Amado Nervo (2000) y Voces de la Sirena. Antología de literatura fantástica de Costa Rica (2012) entre otras. También ha desarrollado una trayectoria narrativa desde 1984 año en qué publicó su primer libro de relatos. En novela ha publicado la trilogía: Los susurros de Perseo (1994), Paisaje con tumbas pintadas en rosa (1999) y Faustófeles (2009) que le valió el Premio de la Academia Costarricense de la Lengua.

## Publicaciones

### Novela
- Los susurros de Perseo, 1994.
- Paisaje con tumbas pintadas en rosa, 1999
- Faustófeles, 2009
- Espectros de Nueva York, 2015
- Tránsito de Eunice, 2018

### Cuento
- La mujer oculta, 1984
- Cuentos tropigóticos, 1997
- Casa en el árbol, 2000
- Jaguares góticos, 2003
- Gótica orientalia, 2021

### Académicas
- Cultura y sexualidad en la literatura de fin de siglo XIX (1997)
- Andóginos. Eros y ocultismo en la literatura romántica (2005)
- El castillo de lo inconsciente. Antología de literatura fantástica de Amado Nervo (2000).
- Voces de la Sirena. Antología de literatura fantástica de Costa Rica (2012)